# Tramwaje w Stargardzie
Tramwaje w Stargardzie – niezrealizowany system komunikacji tramwajowej w Stargardzie. Projekt systemu zakładał utworzenie trzech linii tramwajowych, ale upadł ze względu na wybuch I wojny światowej.
W 1911 władze miejskie rozpoczęły korespondować z miastami, w których już istniały sieci tramwajowe, m.in. ze Słupskiem, Gorzowem Wielkopolskim, Olsztynem. Projekt sieci opracowała firma Siemens-Schuckert. Problem omówienia projektu inwestycji stargardzka Rada Miejska powierzyła dyrektorowi zakładów komunalnych. Po kilku tygodniach prac, 10 czerwca 1911 przedstawił on plusy i minusy inwestycji.
Projektanci wyznaczyli trzy linie: czerwoną i niebieską oraz zieloną. Ta ostatnia była zmienioną trasą powrotną linii niebieskiej:
| Linia | Trasa | Długość |
| ----- | --- | ------- |
|       | DWORZEC KOLEJOWY (Hauptbahnhof) – Wyszyńskiego (Bahnhofstr.) – Pl. Wolności (Gerichtsplatz) – Św. Jana Chrzciciela (Johannisstr.) – Złotników (Breitestr.) – Łokietka (Holzmarktstr.) – Grodzka (Radestr.) – Kramarska (Kramerstr.) – Kazimierza Wielkiego (Grosse Mühlerstr.) – Chrobrego (Grosser Wall) – GDAŃSKA (Louisenstr.)                     | 1,96 km |
|       | DWORZEC WĄSKOTOROWY (Landbahnhof) – Limanowskiego (Schröderstr.) – Piłsudskiego (Jobststr.) – Pl. Wolności (Gerichtsplatz) – Czarnieckiego (Jobststr.) – Popiela (Ihnastr.) – Krzywoustego (Königstr.) – Grodzka (Poststr.) – Rynek Staromiejski (Markt) – Kramarska (Kramerstr.) – Kazimierza Wielkiego (Grosse Mühlerstr.) – NOWA BRAMA (Neues Tor) | 2,71 km |
|       | NOWA BRAMA (Neues Tor) – Kazimierza Wielkiego (Grosse Mühlerstr.) – Kramarska (Kramerstr.) – Grodzka (Radestr.) – Łokietka (Holzmarktstr.) – Złotników (Breitestr.) – Św. Jana Chrzciciela (Johannisstr.) – Pl. Wolności (Gerichtsplatz) – Piłsudskiego (Jobststr.) – Limanowskiego (Schröderstr.) – DWORZEC WĄSKOTOROWY (Landbahnhof)                | 2,32 km |

Dużym minusem projektu było nieobjęcie planem Przedmieścia Poznańskiego, Szczecińskiego oraz Nowego Cmentarza przy Spokojnej. Wszystkie linie krzyżowały się na pl. Wolności, toteż zajezdnię planowano zbudować przy ul. Wyszyńskiego.
Projekt budowy było kilkukrotnie odkładany przez Radę Miejską. Po trzech latach od zrodzenia się pomysłu wybuchła I wojna światowa, która ostatecznie przekreśliła plany rajców.